# Younes Hammal
Younes Hammal est un footballeur marocain né le 26 octobre 1982. Il évolue au poste de défenseur aux FAR de Rabat.

## Biographie
Il commence sa carrière en 2007 au Difaâ d'El Jadida, son club formateur. Il joue avec ce club jusqu'en 2011, évoluant au poste de latéral gauche. 
En 2011, il est transféré aux FAR de Rabat.

## Statistiques
| Matches internationaux de Younes Hammal | Matches internationaux de Younes Hammal | Matches internationaux de Younes Hammal                  | Matches internationaux de Younes Hammal | Matches internationaux de Younes Hammal | Matches internationaux de Younes Hammal | Matches internationaux de Younes Hammal | Matches internationaux de Younes Hammal |
| 0                                       | Date                                    | Lieu                                                     | Adversaire                              | Score                                   | Résultats                               | Compétitions                            |                                         |
| --------------------------------------- | --------------------------------------- | -------------------------------------------------------- | --------------------------------------- | --------------------------------------- | --------------------------------------- | --------------------------------------- | --------------------------------------- |
| 1                                       | 24 mars 2013                            | Benjamin Mkapa National Stadium, Dar-es-Salaam, Tanzanie | Tanzanie                                | —                                       | 3-1                                     | Éliminatoires Coupe du monde 2014       |                                         |

## Palmarès
Difaâ d'El Jadida
- Championnat du Maroc
  - Vice-champion en 2009

 FAR de Rabat
- Tournoi Antifi
  - Vainqueur en 2012
- Championnat du Maroc
  - Vice-champion en 2013